# Āqā Gīr
Āqā Gīr (persiska: آقا گیر) är en ort i Iran.   Den ligger i provinsen Qazvin, i den norra delen av landet, 120 km nordväst om huvudstaden Teheran. Āqā Gīr ligger 1 385 meter över havet och antalet invånare är 108.
Terrängen runt Āqā Gīr är kuperad åt nordväst, men åt sydost är den bergig. Runt Āqā Gīr är det ganska tätbefolkat, med 100 invånare per kvadratkilometer. Närmaste större samhälle är Mo'allem Kalāyeh, 11,2 km nordost om Āqā Gīr. Trakten runt Āqā Gīr består i huvudsak av gräsmarker.